# River City (Fernsehserie)
River City ist eine schottische Seifenoper, die in dem fiktiven Glasgower Stadtbezirk Shieldinch spielt. Sie ist die am längsten laufende Seifenoper Schottlands und hatte ihr Debüt im September 2002.
Sie wird von der öffentlich-rechtlichen Rundfunkanstalt BBC Scotland produziert und ausgestrahlt. Seitdem läuft sie wochentags ab 20 Uhr.
Im Durchschnitt hat die Serie eine Einschaltquote von 500.000 Zuschauern pro Folge.